# Sergestes seminudus
Sergestes seminudus är en kräftdjursart som beskrevs av Hansen 1919. Sergestes seminudus ingår i släktet Sergestes och familjen Sergestidae. Inga underarter finns listade i Catalogue of Life.